# تجريف (علم الفلك)
التجريف أو كشط النجم (بالإنجليزية: Dredge-up)‏ في علم الفلك هي فترة تتم خلال تطور النجم حيث تمتد منطقة الحمل الحراري وصولا إلى طبقات تخضع فيها المواد إلى تفاعلات التخليق النووي النجمي. ونتيجة لذلك، يتم خلط ناتج الانصهار في الطبقات الخارجية للغلاف الجوي النجمي حيث يمكن أن تظهر في طيف النجم.
يحدث التجريف الأول عندما تدخل سلسلة نجوم النسق الرئيسي لفرع العملاقة الحمراء. ونتيجة امتزاج الحمل الحراري، فإن الغلاف الجوي الخارجي يعرض البصمة الطيفية للانصهار الهيدروجين: وتنخفض نسب الكربون والكربون-12 والكربون-13 والنيتروجين وربما تنخفض كميات الليثيوم والبريليوم المتوفرة في سطح .
يحدث التجريف الثاني في النجوم التي لها مابين 4-8 كتل شمسية. عندما يصل انصهار الهليوم في النواة إلى نهايته، ويمزج الحمل الحراري ناتج دورة كربون-نيتروجين-أكسجين. وتزداد وفرة 4He و 14N, في السطح بسبب التجريف الثاني في حين أن كمية 12C و 16O تنخفض .
التجريف الثالث يحدث بعد أن يدخل النجم مرحلة عملاق مقارب ويظهر الوميض على طول غلاف الهيليوم المشتعل يؤدي هذا التجريف إلى نقل الهليوم والكربون إلى السطح وكذلك عملية التخليق النووي البطيئة للنيوترون (s-process) والنتيجة هي زيادة في وفرة الكربون بالنسبة إلى الأكسجين، التي يمكن أن تخلق نجم كربوني.